# Carl Gustav Carus
Carl Gustav Carus, född 3 januari 1789 i Leipzig, död 28 juli 1869 i Dresden, var en tysk läkare och konstnär. 

## Biografi
Efter att år 1811 ha blivit medicine doktor i Leipzig blev Carl Gustav Carus 1814 professor i obstetrik vid medicinsk-kirurgiska akademien i Dresden och föreståndare för barnmorskeskolan där. Han behöll denna tjänst till 1827, då han blev livmedikus. Samma år inträdde han i Reichsgesundheitsamt (medicinalstyrelsen) i Berlin och hade ett stort inflytande på ordnandet av medicinalväsendet.
Carus var starkt påverkad av den naturfilosofiska riktningen inom medicinen och hade särskild betydelse för anatomin, kranioskopin och psykologin. Han publicerade en rad arbeten inom obstetrik och gynekologi, två ämnen som han bestämt önskade förena. År 1862 blev han president för den kejserliga Leopoldinsk-Karolinska Akademien. Carus invaldes 1836 som utländsk ledamot av Kungliga Vetenskapsakademien.
Carus var vän med Johann Wolfgang von Goethe och skrev flera böcker om honom. Han gjorde sig också känd som konstskriftställare och utmärkte sig även som landskapsmålare i Caspar David Friedrichs anda. Carus är representerad vid bland annat Nationalmuseum i Stockholm. 

## Galleri

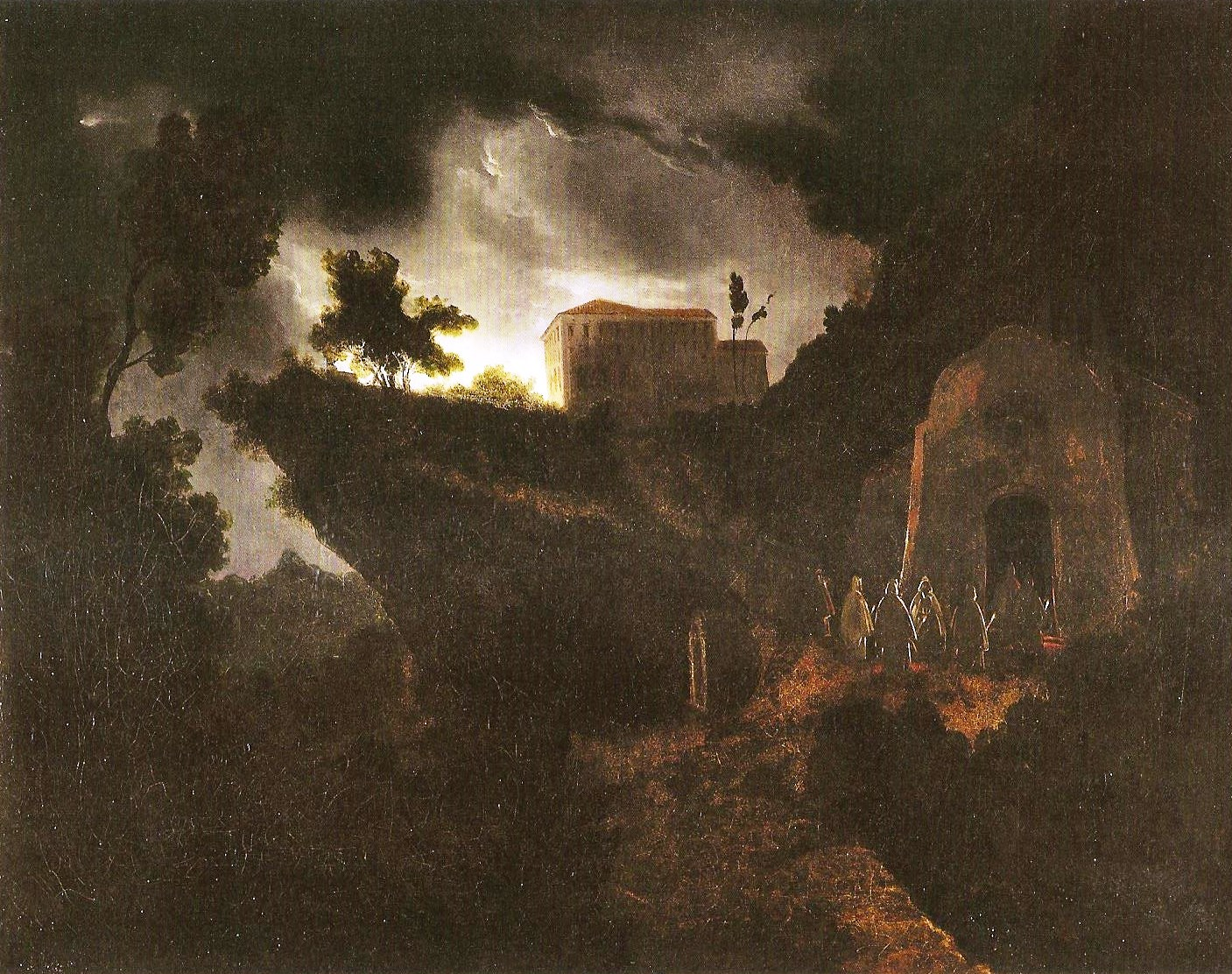
Heimkehr der Mönche ins Kloster / Munkarnas hemkomst till klostret (1816-1818), olja på pannå monterad på duk, 50 x 63 cm, (Museum Folkwang)
Försättbladet till Mnemosyne (1848)